# آدلمو پاریس
آدلمو پاریس (انگلیسی: Adelmo Paris؛ زادهٔ ۱۹۵۴) بازیکن فوتبال اهل ایتالیا است.
از باشگاه‌هایی که در آن بازی کرده‌است می‌توان به باشگاه فوتبال بولونیا و باشگاه فوتبال برشا اشاره کرد.